# Vanhorniidae
Vanhorniidae zijn een familie uit de orde van de vliesvleugeligen (Hymenoptera). De familie bestaat uit drie (3) soorten.

## Taxonomie
De volgende geslachten en soorten zijn bij de familie ingedeeld:
- Geslacht Vanhornia Crawford, 1909
  - Vanhornia eucnemidarum Crawford, 1909
  - Vanhornia leileri Hedqvist, 1976
  - Vanhornia quizhouensis (He & Chu, 1990)